# Mariya Savenkova
Mariya Savenkova (10 de octubre de 1986) es una deportista rusa que compite en tiro con arco, en la modalidad de arco desnudo. Ganó una medalla de plata en el Campeonato Europeo de Tiro con Arco en Sala de 2022, en la prueba por equipo.

## Palmarés internacional
| Campeonato Europeo en Sala | Campeonato Europeo en Sala | Campeonato Europeo en Sala | Campeonato Europeo en Sala |
| Año                        | Lugar                      | Medalla                    | Prueba                     |
| -------------------------- | -------------------------- | -------------------------- | -------------------------- |
| 2022                       | Laško (Eslovenia)          | Medalla de plata           | Equipo                     |